# Artesina
Artesina è una stazione sciistica che sorge nel comune di Frabosa Sottana, in provincia di Cuneo, di cui è una frazione.
L'origine del nome "Artesina" deriva dal termine piemontese caratteristico delle valli afferenti a Mondovì, "Artesin" cioè rododendri.

## Storia

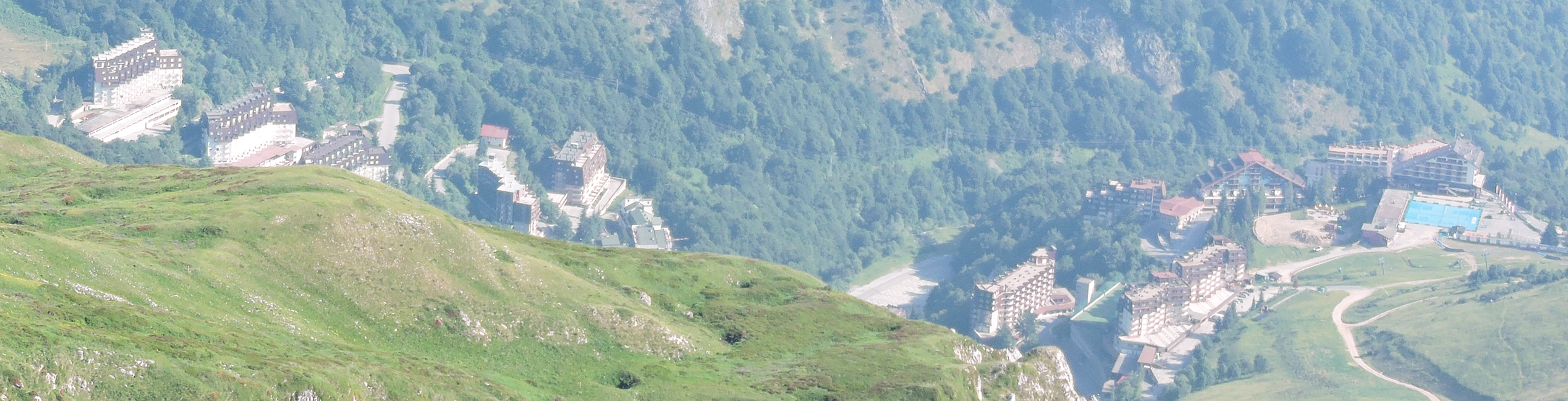
Artesina in estate vista dal Mondolè

Analogamente alla vicina Prato Nevoso, ha una breve storia, essendo nata negli anni sessanta, e ha una genesi praticamente identica nascendo dall'idea di un gruppo di imprenditori liguri decisi a sfruttare il nascente interesse per lo sci.
È però originale la sua collocazione situata in un fondovalle stretto e incassato poco favorevole allo sviluppo di una moderna stazione urbanisticamente pianificata e di scarse attrattive paesaggistiche e con un soleggiamento abbastanza scarso, ma che gode di un innevamento naturale solitamente abbondante e duraturo.
Verso la fine degli anni novanta ha unito i suoi impianti di risalita a quelli dalla vicina Prato Nevoso facendo così nascere il comprensorio sciistico del Mondolè Ski.
Nel 2007 vi si è unita anche Frabosa Soprana, creando il primo comprensorio sciìstico nel cuneese per estensione, con oltre 120 km di piste, agibili con unico skipass, chiamato Mondolè Ski.

## Luoghi d'interesse
Nel 2005 un gruppo di artisti austriaci, i Gelitin, ha svelato sul monte di Colletto Fava il proprio lavoro Hase/Rabbit/Coniglio, frutto di cinque anni di lavorazione a maglia e consistente in un coniglio rosa gigante alto circa 6 metri. L'opera è concepita per durare fino al 2025. Nel 2016 ha raggiunto il massimo stato di deterioramento.